# Indígenas de Caracas
Indígenas de Caracas es uno de los 23 equipos de la Liga Nacional Bolivariana de Béisbol, tiene su sede en el Estadio Daniel "Chino" Canónico con capacidad para 680 espectadores, y que localizado en la parroquia Macarao en el Municipio Libertador en el Distrito Capital de Venezuela.
Pertenece a la Conferencia Centro Oriental específicamente a la división llamada "Central". El equipo no ha podido conseguir títulos en esta liga desde que se iniciará en 2005.